# Elizabeth Crosbie
Elizabeth Crosbie es una deportista neozelandesa que compitió en judo. Ganó una medalla de plata en el Campeonato de Oceanía de Judo de 1975, en la categoría de +63 kg.

## Palmarés internacional
| Campeonato de Oceanía | Campeonato de Oceanía        | Campeonato de Oceanía | Campeonato de Oceanía |
| Año                   | Lugar                        | Medalla               | Categoría             |
| --------------------- | ---------------------------- | --------------------- | --------------------- |
| 1975                  | Christchurch (Nueva Zelanda) | Medalla de plata      | +63 kg                |